# エッジ・オブ・セブンティーン
「エッジ・オブ・セブンティーン」（原題： Edge of Seventeen）は、スティーヴィー・ニックスが1981年に発表した楽曲。翌年シングルカットされヒットした。

## 概要
トム・ペティと「Stop Draggin' My Heart Around」のレコーディングをしている時、ニックスはペティの最初の妻のジェーンに夫婦が出会った頃のことを尋ねた。ジェーンは「At the age of seventeen（17歳の時に）」と答えたが、彼女の南部なまりがあまりに激しかったためにニックスは「Edge of seventeen」と聞き間違えた。ここからタイトルが生まれることとなった。
ニックスはライブ・ビデオ『Stevie Nicks - Live In Concert』（1983年）のコメンタリーで次のように述べている。
ジミー・アイオヴィーン（Jimmy Iovine）はレノンの1974年のアルバム『心の壁、愛の橋』のエンジニアを務め、二人は親しい友人同士だったと言われている。
1981年7月27日、アイオヴィーンのプロデュースのもと、ニックスのファースト・アルバム『麗しのベラ・ドンナ（Bella Donna）』が発売される。同アルバムに収録され、翌1982年2月5日にシングルカットされた。B面は1981年12月録音の「エッジ・オブ・セブンティーン」のライブ・バージョンが収録された。
1982年4月17日から4月24日にかけて2週連続でビルボード・Hot 100の11位を記録。
『ローリング・ストーン』誌が選ぶ最も偉大な500曲（2021年版）において、217位にランクされている。

## 備考
- 冒頭の歌詞「Just like the white winged dove」の「white winged dove」は、アメリカ南部からメキシコ、中央アメリカ等に分布する「ハジロバト」のこと。

- ボックスセット『Enchanted』（1998年）に『麗しのベラ・ドンナ』ツアーのライブ音源が収録されている。またライブ・アルバム『The Soundstage Sessions』（2009年）のデラックス・iTunes・エディションにライブ・コンサート・ミックスのバージョンが収録されている。

- 2001年に、デスティニーズ・チャイルドが大ヒットさせた「ブーティリシャス」"Bootylicious"では、この曲のギターリフがサンプリングで用いられている。「ブーティリシャス」のミュージック・ビデオには、スティーヴィー・ニックス本人がギター演奏しながらカメオ出演している。

- 2003年公開の映画『スクール・オブ・ロック』に登場する。主人公（ジャック・ブラック）がバーのジュークボックスで本作品をかけ、彼とマリンズ校長（ジョーン・キューザック）が曲に合わせて歌う場面がある。ニックスはカナダのサン・メディアが行ったインタビューに対しこう述べている。

「想像できる？ 私が初めてあの映画を見たときのこと。死んだわ。以来50回は見てると思う。何回見てもまったく飽きないし、『ロックの学校』というアイデアは最高ね。私の歌を取り上げてくれたジャック・ブラックとジョーン・キューザックにはとても感謝している」